# Сулейманово (Зианчуринский район)
Сулейманово (баш. Сөләймән) — деревня в Зианчуринском районе Башкортостана, входит в состав Байдавлетовского сельсовета.

## Население
| 1939 | 1959 | 1970 | 1979 | 1989 | 2002 | 2009 |
| ---- | ---- | ---- | ---- | ---- | ---- | ---- |
| 185  | ↘149 | ↘101 | ↘22  | →22  | ↘15  | ↘13  |
| 2010 |      |      |      |      |      |      |
| ↗20  |      |      |      |      |      |      |

Национальный состав
Согласно переписи 2010 года, преобладающая национальность — татары (47 %).

## Географическое положение
Расстояние до:
- районного центра (Исянгулово): 29 км,
- центра сельсовета (Серегулово): 8 км,
- ближайшей ж/д станции (Саракташ): 83 км.

## Известные уроженцы
- Хайбуллин, Кутлуахмет Кутлугалямович (29 декабря 1921 — 10 ноября 1943) — командир отделения противотанковых ружей, гвардии сержант, Герой Советского Союза.
- Чекмарёв, Сергей Иванович (1909—1933) — советский поэт